# Oristà
Oristà település Spanyolországban, Barcelona tartományban. Lakosainak száma 569 fő (2024).

## Történelme
A település területén újkőkori, ibér és római kori emlékeket is feltártak.
Neve először 908-ban bukkant fel, amikor egy okiratban a helyi kastélyt szerepeltették – ez az épület azonban már a 12. században elpusztult. 923-ban említették először a helyi Szent András-templomot.
A város 1714-ben, a spanyol örökösödési háború idején leégett.

## Földrajza
Oristà Olost, Muntanyola, Sant Bartomeu del Grau, Santa Maria d’Oló, Sant Feliu Sasserra, Santa Maria de Merlès és Prats de Lluçanès községekkel határos.

## Népesség
A település lakosságának változását az alábbi diagram mutatja:
| Lakosok száma | 666  | 1584 | 1501 | 1265 | 912  | 603  | 585  | 557  | 541  | 569  |
|               | 1717 | 1887 | 1936 | 1960 | 1986 | 2004 | 2009 | 2014 | 2019 | 2024 |

## Fordítás
- Ez a szócikk részben vagy egészben a Oristà című francia Wikipédia-szócikk ezen változatának fordításán alapul.  Az eredeti cikk szerkesztőit annak laptörténete sorolja fel. Ez a jelzés csupán a megfogalmazás eredetét és a szerzői jogokat jelzi, nem szolgál a cikkben szereplő információk forrásmegjelöléseként.